# Maurizio da Correggio
Maurizio da Correggio (Correggio, 1623 – Mantova, 1672) è stato un nobile italiano, pretendente al Principato di Correggio.

## Biografia
Era figlio di Siro da Correggio, ultimo principe di Correggio e di Anna Pennoni.
Si recò a Vienna nel 1642; chiese di entrare nelle truppe dell'imperatore Ferdinando III d'Asburgo e di sposare una figlia naturale di un arciduca, ma entrambe le richieste furono respinte. Grazie alla mediazione del padre cappuccino Diego Quiroga, confessore dell'imperatrice, l'Imperatore promosse in suo favore nel 1649 un trattato con gli Estensi con cui ebbe una compensazione dei beni allodiali, rinunciando a tutte le pretese sul feudo.
Morì a Mantova nel 1672.

## Discendenza
Maurizio sposò nel 1648 Eleonora Gonzaga, figlia di Gian Sigismondo (1600-1665), dei Gonzaga di Vescovato ed ebbero quattro figli:
- Pierantonio
- Annibale, monaco
- Giberto (?-1707), successore del padre come pretendente al Principato di Correggio
- Olimpia (?-1704), sposò Giovanni Arrivabene

## Ascendenza
|                                          |   |                           | Genitori                             |  |  | Nonni |  |  | Bisnonni                        |  |  | Trisnonni                 |  |
|                                          |   |                           |                                      |  |  |       |  |  | Manfredo II, conte di Correggio |  |  | Borso, conte di Correggio |  |
|                                          |   |                           |                                      |  |  |       |  |  | Manfredo II, conte di Correggio |  |  | Borso, conte di Correggio |  |
|                                          |   | Franziska von Brandenburg |                                      |  |  |       |  |  | Manfredo II, conte di Correggio |  |  |                           |  |
| Camillo, conte di Correggio              |   |                           |                                      |  |  |       |  |  | Manfredo II, conte di Correggio |  |  |                           |  |
|                                          |   | Lucrezia d'Este           | Ercole d'Este, I conte di Corteolona |  |  |       |  |  |                                 |  |  |                           |  |
|                                          |   | Lucrezia d'Este           | Ercole d'Este, I conte di Corteolona |  |  |       |  |  |                                 |  |  |                           |  |
|                                          |   | Lucrezia d'Este           | Angela Sforza                        |  |  |       |  |  |                                 |  |  |                           |  |
| Giovanni Siro, I principe di Correggio   |   | Lucrezia d'Este           |                                      |  |  |       |  |  |                                 |  |  |                           |  |
|                                          |   | Pietro Mellini            | …                                    |  |  |       |  |  |                                 |  |  |                           |  |
|                                          |   | Pietro Mellini            | …                                    |  |  |       |  |  |                                 |  |  |                           |  |
|                                          |   | Pietro Mellini            | …                                    |  |  |       |  |  |                                 |  |  |                           |  |
| Francesca Mellini                        |   | Pietro Mellini            |                                      |  |  |       |  |  |                                 |  |  |                           |  |
|                                          |   | Bianca Castagna           | …                                    |  |  |       |  |  |                                 |  |  |                           |  |
|                                          |   | Bianca Castagna           | …                                    |  |  |       |  |  |                                 |  |  |                           |  |
|                                          |   | Bianca Castagna           | …                                    |  |  |       |  |  |                                 |  |  |                           |  |
| Maurizio, principe titolare di Correggio |   | Bianca Castagna           |                                      |  |  |       |  |  |                                 |  |  |                           |  |
|                                          | … | …                         |                                      |  |  |       |  |  |                                 |  |  |                           |  |
|                                          | … | …                         |                                      |  |  |       |  |  |                                 |  |  |                           |  |
|                                          | … | …                         |                                      |  |  |       |  |  |                                 |  |  |                           |  |
| Antonio Pennoni                          | … |                           |                                      |  |  |       |  |  |                                 |  |  |                           |  |
|                                          |   | …                         | …                                    |  |  |       |  |  |                                 |  |  |                           |  |
|                                          |   | …                         | …                                    |  |  |       |  |  |                                 |  |  |                           |  |
|                                          |   | …                         | …                                    |  |  |       |  |  |                                 |  |  |                           |  |
| Anna Pennoni                             |   | …                         |                                      |  |  |       |  |  |                                 |  |  |                           |  |
|                                          |   | …                         | …                                    |  |  |       |  |  |                                 |  |  |                           |  |
|                                          |   | …                         | …                                    |  |  |       |  |  |                                 |  |  |                           |  |
|                                          |   | …                         | …                                    |  |  |       |  |  |                                 |  |  |                           |  |
| …                                        |   | …                         |                                      |  |  |       |  |  |                                 |  |  |                           |  |
|                                          |   | …                         | …                                    |  |  |       |  |  |                                 |  |  |                           |  |
|                                          |   | …                         | …                                    |  |  |       |  |  |                                 |  |  |                           |  |
|                                          |   | …                         | …                                    |  |  |       |  |  |                                 |  |  |                           |  |
|                                          |   | …                         |                                      |  |  |       |  |  |                                 |  |  |                           |  |